# Teatro Mapati
O Teatro Mapati é um teatro privado brasileiro, situado em Brasília, no Distrito Federal. É a residência artística da Companhia Teatral Mapati e foi fundado em 1991. Tereza Padilha, atriz formada na última turma de Dulcina de Moraes, constituiu formalmente a Companhia Mapati em 1992.

## História
A ideia de um futuro Teatro Mapati foi concebida em 1989 pela atriz Tereza Padilha como homenagem aos filhos, especialmente ao caçula Tiago que faleceu aos 2 anos, de meningite. Tereza disse que passou um tempo fora de si e na tentativa de amenizar a dor insuportável pela perda do filho começou a preencher o vazio visitando crianças carentes em escolas e creches. Diante de marcas da violência, miséria e  solidão que verificou nas visitas surgiu o desejo de fazer algo pelas crianças. Em reunião com os seus vizinhos Tereza discutia maneiras de ajudar crianças carentes. Dessa pretensão surgiram as encenações, organizadas pela comunidade, de peças infantis pela cidade. Consequentemente veio à tona a ideia de criar um espaço próprio para essas e outras atividades. Com a venda de um apartamento pequeno que tinham na cidade satélite de Taguatinga, 25 quilômetros de Brasília, Tereza e o marido  compraram a sede do teatro, um sobrado caindo aos pedaços na Asa Norte. Em 1995, dez meninos e meninas circulavam pelas redondezas do Teatro Mapati. Tereza acabou se aproximando deles e surgiu o convite para enfrentarem um espetáculo. No dia da apresentação uma fiscal da Delegacia Regional do Trabalho acabou foi até o teatro e exigiu os documentos dos jovens. Porém nenhum tinha carteira de identidade e vários nem sabiam quando tinham nascido. Com isso Tereza teve que pagar uma multa e percebeu a necessidade de uma instituição regularizada para trabalhar com os meninos. Em 1999, Tereza criou a Associação Artística Mapati e em parceria com o Movimento Nacional de Meninos e Meninas de Rua montaram o espetáculo chamado Brasileirinho. Cada um dos adolescentes, os mesmos que foram barrados pela Delegacia Regional do Trabalho recebeu um papel na peça. Como protagonista do novo espetáculo foi esolhido Daniel Pereira de Souza. A peça também foi apresentada no Canadá.
Um garoto chamado Daniel Pereira de Souza, na época com 14 anos, foi escolhido para ser o protagonista da história. A peça foi encenada até no Canadá. Porém havia a falta de recursos para dar continuidade aos projetos sociais. Tereza interrompeu os projetos e foi atrás de financiamentos. Durante essa parada nos projetos, Daniel, o protagonista da peça Brasileirinho foi detido e ficou preso por dois anos no Centro de Atendimento Juvenil Especializado (Caje), em Brasília por assaltar o carro de uma empresa de cigarros. Tereza conseguiu retomar e também ampliar os projetos da Associação Artística Mapati, que é um primeiro passo no meio artístico e cultural e ainda são oferecidas oportunidades para se fazer parte da equipe do teatro. Daniel acabou sendo contratado como funcionário do Mapati.

## A Cia Mapati
A companhia se originou em 1991, mas foi formalmente constituída um ano depois. A companhia promove o acesso à arte e à cultura, por meio de peças teatrais, danças e circo.

### Projetos
A companhia possui projetos que visam facilitar o acesso à cultura. Entre eles, encontram-se o "Projeto Sobre Rodas" e o "Projeto Profissão Arte":
- Projeto Sobre Rodas: trata-se de um palco itinerante. O caminhão Mapati leva cultura aos quatro cantos do Brasil através de apresentações teatrais móveis. O objetivo dele sempre foi democratizar a cultura e levá-la para todos os cantos do Brasil, tornando-a cada vez mais acessível.[4]

- Projeto Profissão Arte: oferta formação teatral para jovens em situação de risco.[5]

## O teatro
O teatro se localiza na Asa Norte do Plano Piloto da cidade de Brasília, mais especificamente no Setor de Habitações Coletivas e Geminadas Norte (SHCGN) 707, no Bloco K. Trata-se de um teatro privado.

### Estrutura
O teatro possui capacidade para receber 120 pessoas. Seu palco é extenso e versátil, e possui equipamentos especiais e instalações de luz e som.
| Sala              | Capacidade  |
| ----------------- | ----------- |
| Caixa Cênica      | 150 Pessoas |
| Sala de Ensaios 1 | 40 Pessoas  |
| Sala de Ensaios 2 | 40 Pessoas  |

As instalações do Mapati podem ser alugadas para fins artísticos e anualmente é realizada a Colônia de Férias.

## Efeito pandemia
Em 2020 por conta da pandemia do novo corona vírus o espetáculo sobre a obra de Vinícius de Moraes, em cartaz há cinco anos, e as oficinas com a participação de quase 1.200 alunos foram paralisados.